# Постоли, Фокион
Фокион Постоли (алб. Foqion Postoli; 23 июля 1889, Корча — 2 октября 1927, Корча) — албанский писатель и драматург. Наиболее известным его произведением является роман «Цветок памяти» (алб. Lulja e kujtimit).

## Биография
Постоли родился в купеческой семье в Корче и изучал торговлю в Стамбуле в течение двух лет, живя с родственниками. Позже он эмигрировал в США, обосновавшись в штате Массачусетс. Там Постоли вступил в ассоциацию «Ватра — паналбанская федерация Америки», став секретарем её отделения в Броктоне и работал в её газете «Солнце» (алб. Dielli). Части его романов публиковались в этой газете до своего выхода в виде книг.
4 января 1919 года Постоли подписал меморандум, направленный правительству США Конгрессом Ватры. Конгресс, состоявшийся в Уинтроп-Холле в Бостоне, потребовал демаркации границ Албании на основе Лондонского мирного договора 1913 года.
В 1921 году Постоли вернулся в свой родной город в Албании для участия в создании Албанской православной церкви. Он умер 2 октября 1927 года в возрасте 38 лет.
Постоли писал в последние годы периода Албанского национального возрождения и обретения Албанией независимости. Хотя Постоли жил уже в другую эпоху, в отличие от большинства писателей Албанского национального возрождения, он затрагивал в своём творчестве схожие темы: патриотизм, оппозицию османскому правлению и гордость за историю страны. Его работа 1919 года «В защиту Родины», выдержанная в стиле романтического национализма, была типичной для его творчества.

## «Цветок памяти»
Роман Фокиона Постоли «Цветок памяти» имеет политический подтекст подоплеку, который ученый Роберт Элси назвал его небольшим улучшением предсказуемого сюжета. Роман, написанный по большей части в 1919 году, был опубликован в Корче в 1924 году. Помимо романтического конфликта в нём отображены идеи Албанского национального возрождения конца XIX века. «Цветок памяти» стал одним из самых известных албанских романов 1920-х и 1930-х годов.
Позднее по его мотивам албанский композитор Кристо Коно написал оперу на либретто Андона Мары и Алеко Скали. Премьера оперы состоялась в 1961 году, которая вновь была поставлена в 1978 и 2012 годах.

### Сюжет
Действие романа происходит в прогреческой купеческой среде. Молодой Димитри, который работает в магазине Кристо, влюблён в его единственную дочь Олимбию. Олимбия любит его, несмотря на его бедность. Для развития своего дела Кристо нанимает Нико, секретаря из Греции. Нико делает Олимбии предложение руки и сердца. Та не соглашается из-за любви к Димитри. Кристо сговаривается с Нико, чтобы выдать Димитри османским властям как националиста, связанного с албанскими повстанцами.
Димитри, предупреждённый Олимбией, бежит из Корчи в Манастир, где находятся повстанцы. В суровой зимней ночи стая волков нападает на Димитри, убивая его лошадь, а сам он едва спасается благодаря помощи повстанцев. В Корчу же приходит весть о его смерти, что вызывает отчаяние у Олимбии. Спустя два года Димитри возвращается в Корчу, но уже в качестве командира движения за независимую Албанию. Он рушит планы Нико прибрать к рукам богатство Кристо, женившись на его дочери.